# Московка (Новосибірська область)
Московка (рос. Московка) — селище у Убінському районі Новосибірської області Російської Федерації.
Входить до складу муніципального утворення Єрмолаєвська сільрада. Населення становить 97 осіб (2010).

## Історія
Згідно із законом від 2 червня 2004 року органом місцевого самоврядування є Єрмолаєвська сільрада.

## Населення
| 2002 | 2007 | 2010 |
| ---- | ---- | ---- |
| 122  | ↘114 | ↘97  |